# Frances the Mute
Frances the Mute – drugi album studyjny amerykańskiego progresywnego zespołu The Mars Volta, wydany w USA 1 marca 2005. Słowa utworów często przeskakują tu z hiszpańskiego na angielski; widać wyraźne wpływy jazzu oraz muzyki latynoskiej, szczególnie w utworze „L’Via L’Viaquez”. W pierwszym tygodniu płyta Frances the Mute sprzedała się w 123.000 egzemplarzy, a we wrześniu 2006 liczba ta wynosiła już 465.000 sztuk.
Oprawa graficzna powstała z ręki Storma Thorgersona, który stworzył również projekt okładki poprzedniej płyty – De-Loused in the Comatorium. Źródłem inspiracji okładki Frances the Mute były prawdopodobnie obrazy malarza surrealistycznego Renégo Magritte, który stworzył serię dzieł, przedstawiających osoby o twarzach zakrytych tkaniną. Okładka stanowi bezpośrednie nawiązanie do zagadki Publius Enigma związanej z zespołem Pink Floyd; na jednym z obrazków kierowcy w czerwonych kapturach (z utworu „High Hopes”) znajdują się na wzgórzu. Prawdopodobnie był to celowy zabieg ze strony zespołu.

## Historia
Inżynier dźwięku Jeremy Ward pracował wcześniej jako komornik i pewnego dnia na tylnym siedzeniu samochodu, który miał przejąć, znalazł pamiętnik. Zaczął go czytać i odnalazł w nim wiele podobieństw do swego własnego życia – np. jego autor również został adoptowany. Pamiętnik opowiadał o poszukiwaniu biologicznych rodziców przez jego autora – podczas którego natykał się na różnych ludzi, których imiona posłużyły za kanwę dla nazw wszystkich utworów z albumu Frances the Mute. Ward zmarł jeszcze przed wydaniem płyty.

## Dźwięk
Frances the Mute jest podobny do albumu The Mars Volta z 2003 – De-Loused in the Comatorium – w obu pojawiły się tajemnicze, wieloznaczne teksty, w dużym stopniu improwizowane przerywniki muzyczne oraz wielopoziomowa warstwa instrumentalna, przy czym wpływ rocka progresywnego jest bardziej widoczny na Frances the Mute niż na De-Loused in the Comatorium.
Inną cechą charakterystyczną Frances the Mute jest mnogość różnych poziomów w każdym z utworów. Przykładowo, „Cygnus...Vismund Cygnus” zaczyna się od cichych dźwięków gitary akustycznej, do których dołącza delikatny śpiew Cedrica Bixlera-Zavali. Następnie utwór przeradza się w chaotyczną hybrydę funku i metalu, przy czym Bixler-Zavala śpiewa czasami po hiszpańsku. Następnie utwór przechodzi w metrum 29/16 i pojawia się solo gitarowe, a później schodzi crescendo w stylu jazz fusion, po którym grany jest jam w 10/8. Na koniec utworu pojawia się potok ambientowych dźwięków okraszonych niezwykłymi efektami dźwiękowymi.

## Lista utworów
1. „Cygnus....Vismund Cygnus” – 13:02
  - „Sarcophagi”
  - „Umbilical Syllables”
  - „Facilis Descenus Averni”
  - „Con Safo”
2. „The Widow” – 5:51
3. „L’Via L’Viaquez” – 12:22
4. „Miranda That Ghost Just Isn’t Holy Anymore” – 13:10
  - „Vade Mecum”
  - „Pour Another Icepick”
  - „Pisacis (Phra-Men-Ma)”
  - „Con Safo”
5. „Cassandra Gemini” – 32:32
  - „Tarantism”
  - „Plant a Nail in the Navel Stream”
  - „Faminepulse”
  - „Multiple Spouse Wounds”
  - „Sarcophagi”